# Сыдыков, Мурадил Жанышбекович
Мурадил Жанышбекович Сыдыков (род. 7 сентября 1979, село Дюрбельджин, Нарынская область) — депутат Жогорку Кенеша Кыргызской Республики VII созыва от политической партии «Ынтымак» (с 2021 года). Председатель Комитета по транспорту, коммуникациям, архитектуре и строительству (с октября 2022 года).

## Биография

### Детство
Родился 7 сентября 1979 года в селе Дюрбельджин Ак-Талинского района Нарынской области Киргизской ССР. По национальности киргиз.

### Образование
В 2001 году успешно завершил обучение в Кыргызском техническом университете имени И. Раззакова по специальности «инженер-энергетик». В 2018 году окончил Кыргызскую государственную юридическую академию.

### Трудовая деятельность
Свою трудовую деятельность начал мастером по производству Коммунального предприятия ОсОО «ЖЭУ № 12». С 2002 по 2008 годы трудился в Коммунальном предприятии ОсОО «ЖЭУ № 4», был главным инженером в строительной фирме ОсОО «Чындоо», а также главным энергетиком в ОсОО «Интер Альянс». После три года, с 2008 по 2011 годы работал техническим директором строительной компании «Профит Экспресс».
С 2011 по 2021 годы занимал должность генерального директора строительной компании «МС Билдинг».
В ноябре 2021 года избран депутатом VII созыва Жогорку Кенеша Кыргызской Республики от политической партии «Ынтымак». С 12 октября 2022 года является председателем Комитета по транспорту, коммуникациям, архитектуре и строительству.

### Семья
Женат, отец четверых детей.

## Награды
- Почетная грамота Жогорку Кенеша — 2018;
- Почетная грамота Аппарата Правительства Киргизии −2020;
- Почетная грамота Полномочного Представителя Президента Киргизии в Нарынской области — 2018;
- Почетный гражданин Нарынской области.